# Coupe des clubs champions européens de futsal 1989-1990
Navigation
1988-1989 1990-1991
La Coupe des champions de futsal 1989-1990 est la sixième édition de la Coupe des clubs champions européens de futsal. Le tournoi a lieu les 21 et 22 décembre 1989 à Rome et voit quatre clubs s'affronter.
À domicile, le club du Roma RCB devient le premier club italien sacré dans la compétition en dominant le champion espagnol de La Garriga Isolar en finale.

## Organisation

### Format
Le tournoi se joue en un seul groupe en tournoi toutes rondes dans un lieu fixe. Les deux premiers classés jouent ensuite de nouveau l'un contre l'autre pour la finale. Les deux derniers jouent pour la 3ème et la 4ème place.

### Clubs participants
Quatre champions nationaux sont invités à la compétition : ZVK Hasselt le champion de Belgique, Roma Robore Certamus Bellum en Italie,, La Garriga Isolar d'Espagne et ZVV Bax Zeefdrukkerij aux Pays-Bas,.
Parmi eux, seuls les belges du ZVK Hasselt ont déjà participé à cette Coupe des clubs champions européens avec, comme meilleure performance, deux défaites consécutives en finale en 1986 et 1987.
| Équipe                | Qualification         | Nbr participation | Dernière participation | Meilleur résultat          |
| --------------------- | --------------------- | ----------------- | ---------------------- | -------------------------- |
| ZVK Hasselt           | Champion de Belgique  | 3e                | 1987                   | finaliste x2 (1986 & 1987) |
| Roma RCB              | Champion d'Italie     | 1re               | -                      | -                          |
| La Garriga Isolar     | Champion d'Espagne    | 1re               | -                      | -                          |
| ZVV Bax Zeefdrukkerij | Champion des Pays-Bas | 1re               | -                      | -                          |

## Compétition

### Phase finale
La phase finale est la revanche des deux premiers matchs du premier tour. Les résultats sont inversés par rapport à la veille mais le classement du 1er tour est confirmé.
| 3e place         | ZVK Hasselt | 9 - 6 | ZVV Bax |  |
| 22 décembre 1989 |             |       |         |  |

| finale                 | Roma RCB | 2 - 1 | La Garriga | Palazzetto dello Sport, Rome |
| 22 décembre 1989 22h30 |          |       |            |                              |

### Classement final
| # | Club                  |
| - | --------------------- |
| 1 | Roma RCB              |
| 2 | La Garriga Isolar     |
| 3 | ZVK Hasselt           |
| 4 | ZVV Bax Zeefdrukkerij |